# Stjepan Glavaš
Stjepan Glavaš (Bizovac, 28. siječnja 1923. – Zagreb, 17. studenog 1977.), hrvatski kemičar.

## Životopis
Godine 1951. godine zaposlio se u tvornici “Katran” u Zagrebu. Radio je u pogonima za destilaciju katrana i destilaciju fenola. Prekida s radom 1953. g., a 1957. ponovno se vraća i počinje raditi na istraživačkim radovima pripreme sintetskih mirisa. Od svoje rane mladosti prirodni mirisi pobuđivali su njegov interes. Tako kao student Kemijsko-tehnološkoga fakulteta počinje stručno izučavati područje prirodnih i sintetskih mirisa. S takvim sklonostima i predznanjem uključuje se u razradu i provedbu ideje tvornice “Katran” za pristupanje proizvodnji sintetskih mirisnih sirovina i preradi prirodnih. Godine 1960. postaje prvi šef novoga odjela mirisa, koji je obuhvaćao istraživački laboratorij i pogonsku proizvodnju. Okuplja nove kadrove i stvara osnovu za razvoj te djelatnosti. 1961. u okviru odjela formira se parfumerijski laboratorij, koji započinje s kreiranjem mirisnih kompozicija i organiziranim nastupom na domaćem tržištu. 1. siječnja 1964. godine Stjepan Glavaš postaje prvi direktor Tvornice mirisa u okviru tvornice “Katran”. Sve što je u vezi s mirisima, ono što priroda sama stvara i što čovjek pokušava oponašati bilo je vezano za misaonu i radnu aktivnost Stjepana Glavaša do kraja života. Taj interes učinio ga je izvanrednim i rijetkim poznavateljem organske kemije prirodnih i sintetskih mirisa. U dugogodišnjem radu ostavio je veliki broj mirisnih kreacija i aroma, kao i drugih rješenja. 
U slobodno se vrijeme bavio slikarstvom.
Preminuo je 17. studenoga 1977. godine u Zagrebu.